# Brasserie Belle-Vue
Vous pouvez aider à l'améliorer ou bien discuter des problèmes sur sa page de discussion.
- Il contient une ou plusieurs listes. Le texte gagnerait à être rédigé sous la forme d’un ou plusieurs paragraphes synthétiques, afin d’être plus agréable à lire. (Marqué depuis mars 2021)

La Brasserie Belle-Vue (en néerlandais : Brouwerij Belle-Vue) est une brasserie située dans la commune de Leeuw-Saint-Pierre en province du Brabant flamand en Belgique. Elle est la plus importante brasserie produisant des bières de type lambic (bières à fermentation spontanée comme la gueuze, la kriek ou la framboise). L'entreprise fait partie du groupe brassicole AB InBev.

## Histoire
En 1913, Philémon Vanden Stock, un cafetier bruxellois provenant d'Itterbeek, devient coupeur de gueuze en achetant des moûts chez différents producteurs et en les assemblant pour créer ses propres gueuzes. En 1927, il devient propriétaire du café Belle-Vue à Anderlecht et donne le nom de son établissement aux gueuzes qu'il vend. En 1943, il acquiert la brasserie Frans Vos-Kina à Molenbeek-Saint-Jean qui deviendra la brasserie Belle-Vue.  
À son décès en 1945, son fils Constant Vanden Stock, par ailleurs joueur puis président du club de football du RSC Anderlecht ainsi que le beau-fils de Philémon, Octave Collin reprennent l'affaire familiale en la faisant fructifier (rachat ou absorption de plusieurs brasseries concurrentes) et en faisant de l'entreprise la plus importante brasserie de production de gueuzes du pays. 
Les fils de Constant (Roger Vanden Stock) et d'Octave (Philippe Collin) reprennent le flambeau mais, en 1991, la brasserie est vendue au groupe Interbrew qui deviendra plus tard AB InBev,. 
En 2008, la brasserie quitte Molenbeek-Saint-Jean pour de nouvelles installations à Leeuw-Saint-Pierre en région flamande mais à proximité de Bruxelles. Le site de l'ancienne brasserie de Molenbeek est transformé en  un hôtel de 150 chambres.
Avec une production annuelle de 360 000 hl (en 2010), la brasserie produit une partie importante (environ 50 %) des bières de type lambic du marché belge et de facto du marché mondial puisque la Belgique est le seul producteur de ce type de bière. La plupart des autres brasseries de lambic se sont regroupées au sein du Haut conseil pour lambiques artisanales (HORAL).
La production de bières de type lambic de la brasserie chute fortement au cours des années 2010 pour ne plus atteindre que 30 000 hl en 2017. Le groupe  relance une vieille gueuze et une kriek élaborées suivant une méthode plus traditionnelle ,.

## Principales bières

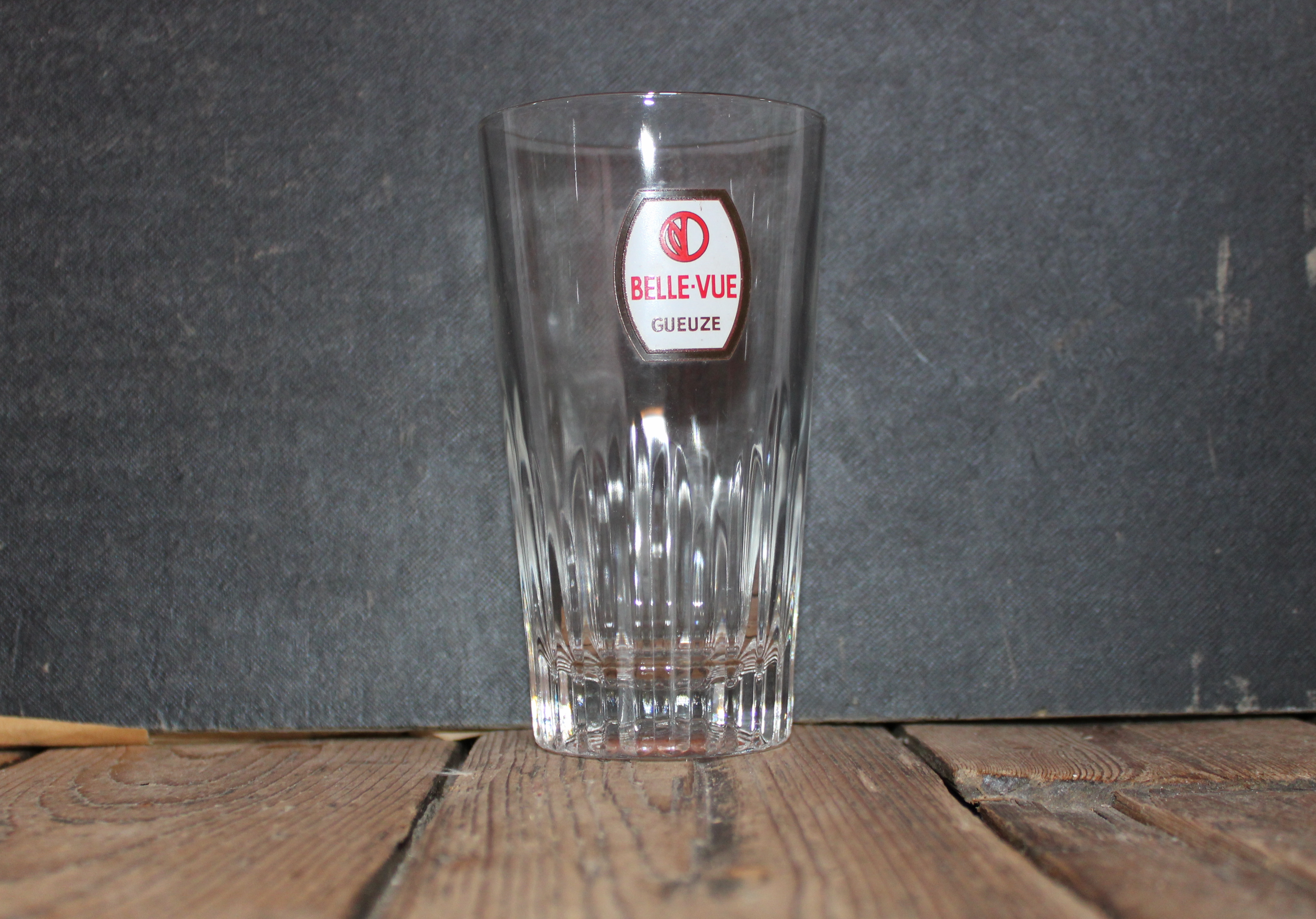
Vieux verre à bière Belle-Vue Gueuze.

Les gueuzes Belle-Vue se composent d'environ deux tiers d'orge et d'un tiers de froment, d'une fermentation spontanée avec un mélange de lambics jeunes (1 an) et plus vieux (2 à 3 ans). La fermentation est spontanée grâce aux cellules de levure que l'on trouve dans l'air de la vallée de la Senne,. Elles sont principalement commercialisées en bouteilles de 25 cl.
- Belle-Vue Gueuze, une bière blonde titrant 5,2 % en volume d'alcool.
- Belle-Vue Kriek , une bière fruitée aux cerises griottes titrant 5,2 % en volume d'alcool.
- Belle-Vue Kriek Extra, une  bière fruitée plus douce que la Kriek titrant 4,3 % en volume d'alcool.
- Belle-Vue Framboise, une bière fruitée aux framboises titrant 5,2 % en volume d'alcool.
- Belle-Vue Framboise Extra, une bière fruitée plus douce que la Framboise titrant 2,9 % en volume d'alcool.

Pour l'exportation (notamment vers la France), la gueuze, la kriek et la framboise sont commercialisées sous le nom de Bécasse.

## Autres brasseries belges AB InBev
- Brasserie Artois
- Brasserie Bosteels
- Brasserie Hoegaarden
- Brasserie Jupiler